# نوسان مادن–جولیان

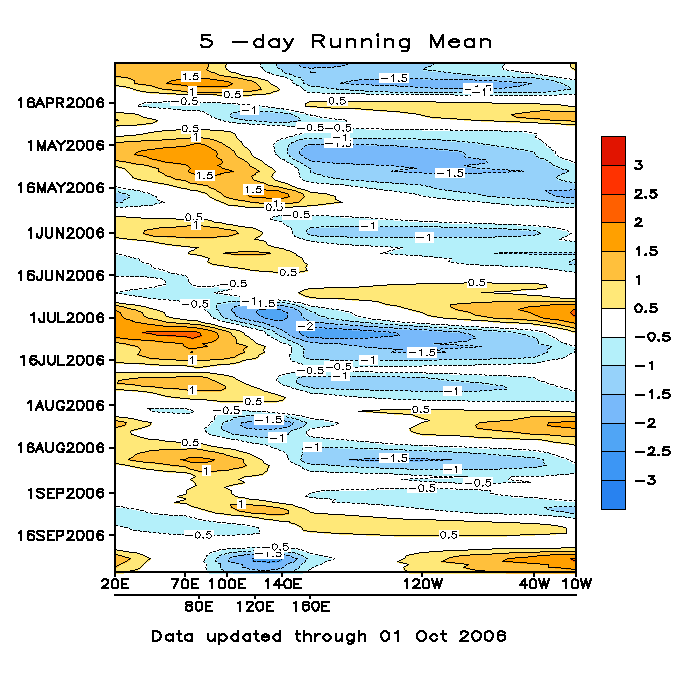
شاخص نوسان روزانه مدن-جولیان برای 2 اکتبر 2006

نوسان مادن-جولیان (انگلیسی: Madden–Julian oscillation) یا ام‌جِی‌او (MJO) یکی از الگوهای تغییرات بزرگ اقلیمی در مناطق گرمسیری دریایی است که دوره‌های زمانی زیرفصلی آب‌وهوایی مناطق گرمسیری و نیمه‌گرمسیری (جنب حاره) را تحت تأثیر قرار می‌دهد.
این پدیده شکل غالب تغییرپذیری زیرفصلی مناطق گرمسیری و نیمه گرمسیری است که در سامانه چرخه جو-اقیانوس نقش مهمی را ایفا می‌کند. رولند مادن و پاول جولیان فشار هوای سطح دریا و حرکت باد در لایه‌های مختلف جو در پهنه اقیانوس آرام را ارزیابی کردند.